# Steve Roach
Steve Roach, né à La Mesa en Californie en 1955, est un musicien et compositeur de musique électronique américain.
Ses premiers albums, sortis au début des années 1980, sont dans la lignée des productions de Tangerine Dream, avec un tempo rapide et des séquenceurs. Il évolue ensuite vers une musique plus typiquement californienne, basée sur des nappes très ambient, proche de la musique new age de l'époque. Son style se caractérise plutôt par une ambiance sombre, et l'apport, dès la fin des années 1980, d'éléments ethniques, tels que des percussions ou le didgeridoo, dont il apprend à jouer lors de ses voyages en Australie, bien avant la vogue de cet instrument en Occident.
Steve Roach est souvent inspiré par le désert du sud-ouest américain (Western Spaces, Desert Solitaire) et par le sentiment de solitude (The World's Edge, The Magnificent Void). Il cite l'album Timewind de Klaus Schulze comme une référence.

## Discographie
- Moebius, 1979.
- Now, Fortuna, 1982.
- Traveler, Domino, 1983.
- Structures from Silence, Fortuna, 1984.
- Quiet Music 1 (cassette), Fortuna, 1986.
- Empetus, Fortuna, 1986.
- Quiet Music 2 (cassette), Fortuna, 1986.
- Quiet Music 3 (cassette), Fortuna, 1986.
- Western Spaces (avec Kevin Braheny, Thom Brennan ainsi que Richard Burmer sur la 1re édition), Fortuna, 1987.
- The Leaving Time (avec Michael Shrieve), Novus, 1988.
- Quiet Music, Fortuna, 1988.
- Dreamtime Return (double album), Fortuna, 1988.
- Stormwarning, Soundquest, 1989.
- Desert Solitaire (avec Michael Stearns et Kevin Braheny), Fortuna, 1989.
- Strata (avec Robert Rich), Hearts of Space, 1990.
- Australia: Sound of the Earth (avec David Hudson et Sarah Hopkins), Fortuna, 1990.
- Forgotten Gods (avec Jorge Reyes & Suso Saiz sous le nom de Suspended Memories), Grabaciones Lejos Del Paraiso, 1992.
- World's Edge (double album), Fortuna, 1992.
- Now / Traveler, Fortuna, 1992.
- Soma (avec Robert Rich), Hearts of Space, 1992.
- The Lost Pieces (compilation), Rubicon, 1993.
- Ritual Ground (avec Elmar Schulte), Silent Records, 1993.
- Origins, Fortuna, 1993.
- The Dream Circle, Soundquest, 1994.
- Earth Island (avec Jorge Reyes & Suso Saiz sous le nom de Suspended Memories), Hearts of Space, 1994.
- Artifacts, Fortuna, 1994.
- The Dreamer Descends (mini CD), Amplexus, 1995.
- Kiva (avec Michael Stearns et Ron Sunsinger), Fathom, 1995.
- Well of Souls (double album), (avec Vidna Obmana), Projekt, 1995.
- The Magnificent Void, Fathom, 1996.
- Halcyon Days (avec Stephen Kent et Kenneth Newby), Fathom, 1996.
- Cavern of Sirens (avec Vidna Obmana), Projekt, 1997.
- On This Planet, Fathom, 1997.
- Slow Heat, Timeroom Éditions, 1998.
- Dust to Dust (avec Roger King), Projekt, 1998.
- Truth & Beauty: The Lost Pieces Volume Two (compilation), Timeroom Éditions, 1999.
- Atmospheric Conditions, Timeroom Éditions, 1999.
- Ascension of Shadows (triple album), (avec Vidna Obmana), 1999.
- Dreaming... Now, Then: A Retrospective 1982-1997 (double album compilation), Fortuna, 1999.
- Body Electric (avec Vir Unis), Projekt, 1999.
- Quiet Music: Complete Edition (album double), Fortuna, 1999.
- Light Fantastic, Fathom, 1999.
- Vine ~ Bark & Spore (avec Jorge Reyes), Timeroom Éditions, 2000.
- Early Man (double album), Manifold, 2000.
- Circles & Artifacts (avec Vidna Obmana), The Contemporary Harmonic, 2000.
- Live Archive (live), (avec Vidna Obmana), Groove Unlimited, 2000.
- Midnight Moon, Projekt, 2000.
- The Serpent's Lair (double album), (avec Byron Metcalf), Projekt, 2000.
- Prayers to the Protector (avec Thupten Pema Lama), Fortuna, 2000.
- Blood Machine (avec Vir Unis), Green House Music, 2001.
- Time of the Earth, Projekt, 2001.
- Core, Timeroom Éditions, 2001.
- Streams & Currents, Projekt, 2001.
- Pure Flow: Timeroom Éditions Collection 1 (compilation), Timeroom Éditions, 2001.
- InnerZone (avec Vidna Obmana), Projekt, 2002.
- Trance Spirits (avec Jeffrey Fayman, Robert Fripp & Momodou Kah), Projekt, 2002.
- Day Out of Time (compilation), Timeroom Éditions, 2002.
- Darkest Before Dawn, Timeroom Éditions, 2002.
- All is Now (live), (double album), Timeroom Éditions, 2002.
- Mystic Chords & Sacred Spaces (quadruple album), Projekt, 2003.
- Space and Time: An Introduction to the Soundworlds of Steve Roach (compilation), Projekt, 2003.
- Texture Maps: The Lost Pieces Vol. 3, Timeroom Éditions, 2003.
- Life Sequence, Timeroom Éditions, 2003.
- Spirit Dome (avec Vidna Obmana), Projekt, 2004.
- Fever Dreams, Projekt, 2004.
- Mantram (avec Byron Metcalf et Mark Seeling), Projekt, 2004.
- Holding the Space: Fever Dreams II, Timeroom Éditions, 2004.
- Places Beyond: The Lost Pieces Vol. 4, Timeroom Éditions, 2004.
- Possible Planet, Timeroom Éditions, 2005.
- New Life Dreaming, Timeroom Éditions, 2005.
- Immersion: One, Projekt, 2006.
- Terraform (avec Loren Nerell), Soleilmoon 2006.
- Proof Positive, Timeroom Éditions, 2006.
- Kairos: The Meeting of Time and Destiny (DVD + CD), Timeroom Visions, 2006.
- Storm Surge: Steve Roach Live at NEARfest, NEARfest Records, 2006.
- Immersion: Two, Projekt, 2006.
- Sigh of Ages, 2010
- Spiral Meditations, 2013
- Bloom Ascension, 2019
- Sanctuary Of Desire, 2023
- Integration Being, 2023
- Reflections In Repose, 2024
- One Day Of Forever, 2024
- The Reverent Sky, 2025